# Huta Obedînska, Jovkva
Huta Obedînska (în ucraineană Гута Обединська) este un sat în comuna Potelîci din raionul Jovkva, regiunea Liov, Ucraina.

## Demografie
Componența lingvistică a localității Huta Obedînska
     Ucraineană (99,35%)
     Alte limbi (0,65%)
Conform recensământului din 2001, majoritatea populației localității Huta Obedînska era vorbitoare de ucraineană (99,35%), existând în minoritate și vorbitori de alte limbi.